# Mérida (Disney)
Pour les articles homonymes, voir Mérida.
 (juillet 2025).
Mérida est le personnage principal du long métrage d'animation Rebelle, sorti en 2012. Elle fait partie de la franchise Disney Princess.

## Description
Âgée de 16 ans, Mérida est la fille de roi Fergus et de la reine Elinor. Eux qui règnent sur le royaume de Dun Broch, situé dans les Highlands d'Écosse. C'est une adolescente aux longs cheveux roux bouclés et aux yeux bleu clair, vêtue d'une robe bleu foncée. Sa silhouette est élancée et gracieuse. Sa nature rebelle (repris pour le nom du film) et fougueuse est la cause de conflits permanents avec sa mère, la reine Elinor, puisque cette dernière tente désespérément de lui faire comprendre qu'elle doit se marier afin d'assurer la descendance du royaume. En effet, Mérida préfère explorer les montagnes des Highlands et s’entraîner au tir à l'arc plutôt que de se soumettre à l'éducation rigoureuse et stricte imposée par son rang comme de se marier avec un prince ou pleins d’autre exigences de la sorte.
Son père, le roi Fergus, est davantage enclin à rire des facéties de sa fille aînée et à éviter tout conflit. Beaucoup plus laxiste que son épouse, il ne sermonne jamais Mérida, sauf sur les instances de la reine. Passionnément amoureux d'Elinor, il a tendance à provoquer la bagarre et à foncer sans réfléchir.

## Once Upon a Time
Le personnage de Mérida est introduit dans la série télévisée Once Upon a Time lors de la cinquième saison, diffusée sur ABC à partir du 27 septembre 2015. Elle est interprétée par Amy Manson.